# 瓦布尔 (加尔省)
瓦布尔（法語：Vabres，法語發音：[vabʁ]）是法国加尔省的一个市镇，属于勒维冈区。

## 地理
瓦布尔（44°1'57"N, 3°53'16"E）面积4.75 平方千米，位于法国奧克西塔尼大區加尔省，该省份为法国南部沿海省份，南端濒地中海，北起顺时针与阿尔代什省、沃克吕兹省、罗讷河口省、埃罗省、阿韦龙省和洛泽尔省接壤。
与瓦布尔接壤的市镇（或旧市镇、城区）包括：拉萨尔、莫诺布莱、圣博内-德萨朗德兰克、圣费利克斯-德帕利耶尔。

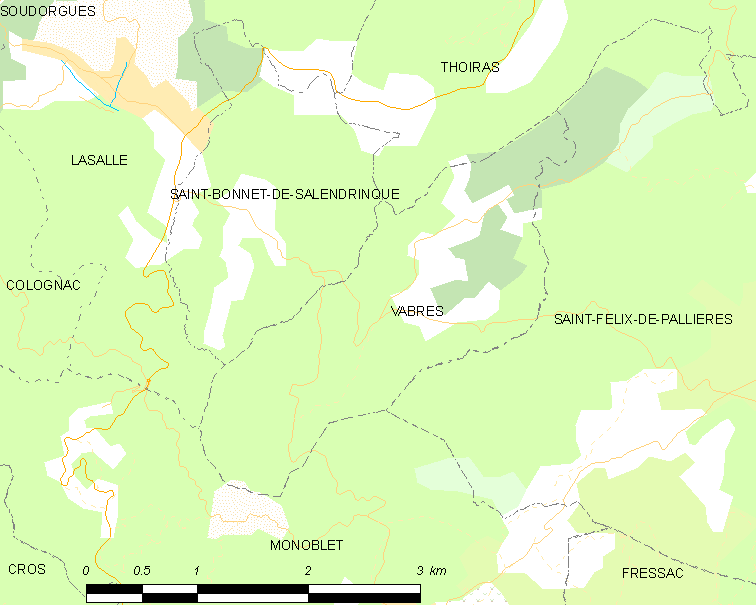
的OSM定位图

瓦布尔的时区为UTC+01:00、UTC+02:00（夏令时）。

## 行政
瓦布尔的邮政编码为30460，INSEE市镇编码为30335。

## 政治
瓦布尔所属的省级选区为拉格朗孔布县。

## 人口

1962-2008年间人口变化图示

瓦布尔于2022年1月1日时的人口数量为140人。